# Prosorhynchus uniporus
Prosorhynchus uniporus är en plattmaskart. Prosorhynchus uniporus ingår i släktet Prosorhynchus och familjen Bucephalidae. Inga underarter finns listade i Catalogue of Life.